# Roger Flores
Cet article possède des homonymes et des paronymes, voir Flores.
Roger Flores, né à Tavira au Portugal le 31 décembre 1916 et mort à Vannes le 7 décembre 1971, est un officier français.

## Biographie
Né le 31 décembre 1916 à Tavira, au Portugal, il a grandi à Casablanca, au Maroc.

### Seconde Guerre mondiale
En 1937, il s'engage dans la légion étrangère et sert successivement au 4e régiment étranger, au 3e régiment étranger d’infanterie et à la 13e demi-brigade au sein de laquelle il participe à la bataille de Narvik. Il y est blessé pour la première fois. En 1940, il rejoint les Forces françaises libres en Angleterre. Il est nommé sergent en 1941, embarque pour l’Afrique, puis participe, avec les Anglais, à la campagne de Palestine et de Syrie. Il s’illustre ensuite en Libye, notamment lors de la bataille de Bir Hakeim durant laquelle il est plusieurs fois blessé. Fait prisonnier il survit au naufrage du navire qui le conduit en détention. Après un an dans les camps de prisonniers en Italie, il parvient à s’évader pour rallier la résistance française et prend part aux combats du Vercors puis remonte la vallée du Rhône avec la 1re Armée française. En Alsace, il participe à la réduction de la poche de Colmar. Ses chefs disent de lui qu’il est « toujours volontaire pour le danger ».

### Indochine
Naturalisé Français en 1945, il se déclare volontaire pour l’Extrême-Orient. En Indochine, il rejoint le 163e bataillon colonial de transmissions où, tout au long de son séjour de trois ans, il marque les esprits par son caractère trempé et sa joie de vivre.
De retour en France il est nommé sous-lieutenant. Il sert successivement au 1er bataillon colonial de commandos parachutistes à Vannes puis au 7e BCCP avec lequel il repart en campagne pour la « terre jaune ». Placé à la tête d’une section parachutiste, ses rares qualités de chef et de combattant lui valent d’être fait chevalier de la Légion d’honneur pour « faits de guerre exceptionnels ». 

### Afrique du Nord
Après ses congés de fin de campagne en métropole, il est muté au Maroc où il rejoint le 2e bataillon de parachutistes coloniaux qui devient lui-même 6e régiment de parachutistes coloniaux. Il est ensuite appelé à servir, en qualité de moniteur parachutiste, au 3e régiment de parachutistes coloniaux commandé par le lieutenant-colonel Bigeard
Il y prend le commandement de la 4e compagnie de combat. Gagnant le surnom et indicatif radio « Bir-Hakeim », il montre toute l’étendue de ses facultés tactiques ainsi que la force de son commandement. Il quitte à regret le 3e RPC, remplacé par le Capitaine Douceur à la tête de la 4e compagnie, et part pour Madagascar où il reste 3 ans avant de retourner en Algérie où il prend le commandement du commando Guillaume. Il y démontre encore son sens inné du terrain et sa détermination. Il est ensuite muté au 9e RIMa où il forme le commando de chasse régimentaire, le commando de chasse Partisan 3 (p. 3) qui opère en Kabylie, dans la zone de Tizi-Ouzou

### Retour en Métropole
Il rejoint le 3e RIMa. Il rencontre alors celle qui sera son épouse et commence auprès d’elle « une nouvelle vie ».
Le capitaine Florès prend sa retraite en 1966 après 29 années au service de la France. Le 7 décembre 1971, il meurt à Vannes d’un arrêt cardiaque.

## Parrain de promotion
Les élèves-officiers de la 48e promotion de l'École militaire interarmes ont choisi le capitaine Roger Florès comme parrain, et en porte le nom depuis l'été 2009.